# Zindeeq
Zindeeq (Al'zendiq) è un film del 2009 diretto da Michel Khleifi.
La pellicola, con Mohammad Bakri nel ruolo di protagonista, nel 2009 vinse il Premio Muhr come miglior film al Festival internazionale del cinema di Dubai.

## Trama
M., cineasta palestinese residente in Europa, decide di tornare nella sua casa di Nazareth per un periodo temporaneo. Lo scopo del suo ritorno è stare vicino alla famiglia in un momento di paura: il figlio di sua sorella ha appena ucciso un uomo e i parenti temono rappresaglie. In seguito al trasferimento a Ramallah, M. inizia a condurre delle ricerche storiche per realizzare un documentario sulla Nabka del 1948. Sebbene si sia ormai omologato alla cultura occidentale, proclamandosi ateo e moltiplicando compulsivamente le sue conquiste femminili, M. riscopre a  poco a poco le sue radici e raggiunge un nuovo livello di consapevolezza sulla situazione attuale della Palestina.